# 西华大学
30°46′47″N 103°57′10″E / 30.77981°N 103.95283°E

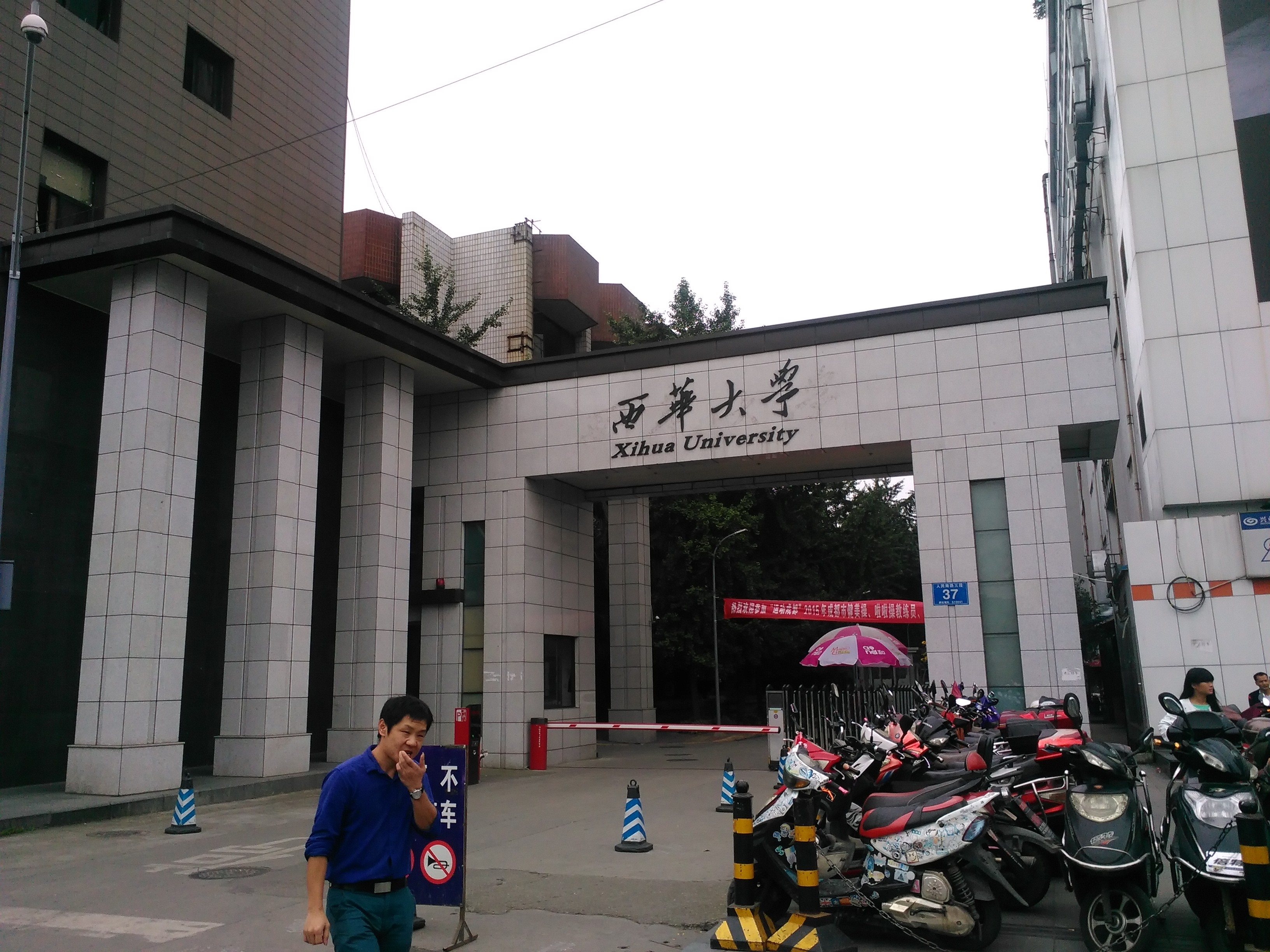
西华大学（人南校区）

西华大学是位于中国四川省省属重点综合性大学，校本部位于成都市金牛區土橋金周路999號（成都市郫都区红光镇）。简称“西华”，入选国家“中西部高校基础能力建设工程”、“四川2011计划”、四川省卓越工程师教育培养计划”，中国人民解放军全军“边防军人子女预科班”入选高校，具有向全国推荐优秀应届本科毕业生免试攻读硕士研究生的资格，是一所工、理、管、法、经、艺、文、教、史、农等多学科协调发展的综合性大学。

## 历史沿革
西华大学始建于1960年，前身为四川农业机械学院，后更名为四川工业学院。2003年4月16日，四川工业学院和成都师范高等专科学校合并成立西华大学。2008年10月，四川省人民政府同意将四川经济管理学院整体并入西华大学，撤销四川经济管理学院名称。
西华大学在四个校区办学：校本部位于成都市郫都区红光大道9999号，人南校区位于成都市武侯区人民南路三段37号，彭州校区位在成都市彭州天彭镇南大街276号，宜宾研究院位在宜宾临港经济技术开发区大学城路三段1号。

## 学院及专业设置
学校现有21个学院，12个一级学科硕士学位授权点（56个二级学科硕士学位授权点），3个专业硕士学位类别（其中工程硕士具有12个领域），共有99个本科专业，现有全日制在校学生4.1万余人，研究生2000余人。
| 院系                 | 学科专业 | 学科专业 | 学科专业 | 学科专业 |
| -------------------- | --- | --- | --- | --- |
| 马克思主义学院       | 思想政治教育 | 思想政治教育 | 思想政治教育 | 思想政治教育 |
| 经济学院             | 经济学、国际经济与贸易、电子商务、保险学 | 经济学、国际经济与贸易、电子商务、保险学 | 经济学、国际经济与贸易、电子商务、保险学 | 经济学、国际经济与贸易、电子商务、保险学 |
| 管理学院             | 工程管理、工商管理、会计学、人力资源管理、市场营销、财务管理 | 工程管理、工商管理、会计学、人力资源管理、市场营销、财务管理 | 工程管理、工商管理、会计学、人力资源管理、市场营销、财务管理 | 工程管理、工商管理、会计学、人力资源管理、市场营销、财务管理 |
| 人文学院             | 汉语言文学、法学、历史学、学前教育 | 汉语言文学、法学、历史学、学前教育 | 汉语言文学、法学、历史学、学前教育 | 汉语言文学、法学、历史学、学前教育 |
| 外国语学院           | 英语、日语 | 英语、日语 | 英语、日语 | 英语、日语 |
| 艺术学院             | 工业设计、艺术设计、美术学、动画、音乐学、舞蹈学（非师范专业）、舞蹈表演                                                                                        | 工业设计、艺术设计、美术学、动画、音乐学、舞蹈学（非师范专业）、舞蹈表演                                                                                        | 工业设计、艺术设计、美术学、动画、音乐学、舞蹈学（非师范专业）、舞蹈表演                                                                                        | 工业设计、艺术设计、美术学、动画、音乐学、舞蹈学（非师范专业）、舞蹈表演                                                                                        |
| 计算机与软件工程学院 | 计算机科学与技术、软件工程、物联网工程、信息安全 | 计算机科学与技术、软件工程、物联网工程、信息安全 | 计算机科学与技术、软件工程、物联网工程、信息安全 | 计算机科学与技术、软件工程、物联网工程、信息安全 |
| 理学院               | 应用物理学、化学、数学与应用数学、信息与计算科学 | 应用物理学、化学、数学与应用数学、信息与计算科学 | 应用物理学、化学、数学与应用数学、信息与计算科学 | 应用物理学、化学、数学与应用数学、信息与计算科学 |
| 材料科学与工程学院   | 材料科学与工程、材料成型及控制工程 | 材料科学与工程、材料成型及控制工程 | 材料科学与工程、材料成型及控制工程 | 材料科学与工程、材料成型及控制工程 |
| 机械工程学院         | 机械设计制造及其自动化、机械电子工程、自动化、工业工程、工业设计                                                                                                | 机械设计制造及其自动化、机械电子工程、自动化、工业工程、工业设计                                                                                                | 机械设计制造及其自动化、机械电子工程、自动化、工业工程、工业设计                                                                                                | 机械设计制造及其自动化、机械电子工程、自动化、工业工程、工业设计                                                                                                |
| 能源与动力工程学院   | 热能与动力工程、水利水电工程、建筑环境与设备工程、给水排水工程、环境工程                                                                                        | 热能与动力工程、水利水电工程、建筑环境与设备工程、给水排水工程、环境工程                                                                                        | 热能与动力工程、水利水电工程、建筑环境与设备工程、给水排水工程、环境工程                                                                                        | 热能与动力工程、水利水电工程、建筑环境与设备工程、给水排水工程、环境工程                                                                                        |
| 电气与电子信息学院   | 信息工程、电气工程与自动化、测控技术与仪器、轨道交通信号与控制                                                                                                  | 信息工程、电气工程与自动化、测控技术与仪器、轨道交通信号与控制                                                                                                  | 信息工程、电气工程与自动化、测控技术与仪器、轨道交通信号与控制                                                                                                  | 信息工程、电气工程与自动化、测控技术与仪器、轨道交通信号与控制                                                                                                  |
| 土木建筑与环境学院   | 建筑学、城乡规划、土木工程、工程造价、工程管理、房地产开发 | 建筑学、城乡规划、土木工程、工程造价、工程管理、房地产开发 | 建筑学、城乡规划、土木工程、工程造价、工程管理、房地产开发 | 建筑学、城乡规划、土木工程、工程造价、工程管理、房地产开发 |
| 汽车与交通学院       | 车辆工程、热能与动力工程（汽车发动机）、交通工程、汽车服务工程、物流管理、交通运输                                                                              | 车辆工程、热能与动力工程（汽车发动机）、交通工程、汽车服务工程、物流管理、交通运输                                                                              | 车辆工程、热能与动力工程（汽车发动机）、交通工程、汽车服务工程、物流管理、交通运输                                                                              | 车辆工程、热能与动力工程（汽车发动机）、交通工程、汽车服务工程、物流管理、交通运输                                                                              |
| 食品与生物工程学院   | 生物工程、食品科学与工程、制药工程 | 生物工程、食品科学与工程、制药工程 | 生物工程、食品科学与工程、制药工程 | 生物工程、食品科学与工程、制药工程 |
| 体育学院             | 体育教育、表演（体育表演）、高水平运动队 | 体育教育、表演（体育表演）、高水平运动队 | 体育教育、表演（体育表演）、高水平运动队 | 体育教育、表演（体育表演）、高水平运动队 |
| 后备军官学院         | 信息工程（电子信息工程）、信息工程（通信工程）、机械设计制造及其自动化、测控技术与仪器 5、法学                                                                  | 信息工程（电子信息工程）、信息工程（通信工程）、机械设计制造及其自动化、测控技术与仪器 5、法学                                                                  | 信息工程（电子信息工程）、信息工程（通信工程）、机械设计制造及其自动化、测控技术与仪器 5、法学                                                                  | 信息工程（电子信息工程）、信息工程（通信工程）、机械设计制造及其自动化、测控技术与仪器 5、法学                                                                  |
| 西华学院             | （以专门培养高素质拔尖本科人才为目标的荣誉学院，2021年起停止招生并于2024年因最后一届学生毕业遭废除） 经济管理大类、制造大类、电子信息大类，每个大类下设四个专业 | （以专门培养高素质拔尖本科人才为目标的荣誉学院，2021年起停止招生并于2024年因最后一届学生毕业遭废除） 经济管理大类、制造大类、电子信息大类，每个大类下设四个专业 | （以专门培养高素质拔尖本科人才为目标的荣誉学院，2021年起停止招生并于2024年因最后一届学生毕业遭废除） 经济管理大类、制造大类、电子信息大类，每个大类下设四个专业 | （以专门培养高素质拔尖本科人才为目标的荣誉学院，2021年起停止招生并于2024年因最后一届学生毕业遭废除） 经济管理大类、制造大类、电子信息大类，每个大类下设四个专业 |
| 凤凰学院             | 汉语言文学（新闻传媒方向）、艺术设计（数字媒体）、影视动画 | 汉语言文学（新闻传媒方向）、艺术设计（数字媒体）、影视动画 | 汉语言文学（新闻传媒方向）、艺术设计（数字媒体）、影视动画 | 汉语言文学（新闻传媒方向）、艺术设计（数字媒体）、影视动画 |
| 法律與社會學学院     | 法律、社會學、社會工作 | 法律、社會學、社會工作 | 法律、社會學、社會工作 | 法律、社會學、社會工作 |

## 师资
现有教职工3500余人，其中专任教师2300余人、具有博士学位教师1000余人、高级职称教师1000余人。同时聘请12名中国科学院院士、中国工程院院士担任特聘教授。

## 校园环境及设施
教学楼：一教 二教 三教 四教 五教 六教 艺术大楼（七教） 实训大楼（八教）
图书馆：档案馆（旧图书馆） 新图书馆 
食堂：西华记忆 一食堂 二食堂 三食堂 四食堂 五食堂
宿舍区：锦地苑 临江苑 德馨苑 研究生楼 西华苑 西华舍

## 校训
求是，明德，卓越

## 知名校友
- 刘永行
- 王华明
- 任志峰